# Tour de Catalogne 1972
Le Tour de Catalogne 1972 est la 52e édition du Tour de Catalogne, une course cycliste par étapes en Espagne. L’épreuve se déroule sur 6 étapes du 12 au 17 septembre 1972 sur un total de 927,5 km. Le vainqueur final est l'Italien Felice Gimondi de l’équipe Salvarani, devant José Antonio González Linares et Antonio Martos.

## Étapes
| Étape | Date         | Parcours                  | km    | Vainqueur d’étape             | Leader du classement général  |
| ----- | ------------ | ------------------------- | ----- | ----------------------------- | ----------------------------- |
| P     | 12 septembre | Tremp (clm/éq)            | 6,7   | Kas                           | José Antonio González Linares |
| 1     | 13 septembre | Tremp – Tarragone         | 211,6 | Domingo Perurena              | Domingo Perurena              |
| 2a    | 14 septembre | Tarragone – Granollers    | 137,8 | Domingo Perurena              | Domingo Perurena              |
| 2b    | 14 septembre | Granollers – s'Agaró      | 105,3 | José Antonio González Linares | José Antonio González Linares |
| 3     | 15 septembre | Olot – la Seu d'Urgell    | 141,0 | Domingo Perurena              | José Antonio González Linares |
| 4     | 16 septembre | la Seu d'Urgell - Manresa | 202,9 | Juan Manuel Santisteban       | José Antonio González Linares |
| 5a    | 17 septembre | Manresa - Barcelone       | 93,8  | Santiago Lazcano              | Santiago Lazcano              |
| 5b    | 17 septembre | Badalone – Badalone (clm) | 28,4  | Felice Gimondi                | Felice Gimondi                |

### Prologue[1]
12-09-1972: Tremp, 6,7 km (clm/éq) :
|   | Équipe | Pays    | Temps      |
| - | ------ | ------- | ---------- |
| 1 | Kas    | Espagne | 8 min 20 s |
| 2 | Werner | Espagne | + 15 s     |
| 3 | Karpy  | Espagne | + 17 s     |

|   | Cycliste                      | Équipe | Temps |
| - | ----------------------------- | ------ | ----- |
| 1 | José Antonio González Linares | Kas    | -10 s |
| 2 | Santiago Lazcano              | Kas    | m.t.  |
| 3 | José Manuel Fuente            | Kas    | m.t.  |

### 1reétape[3]
13-09-1972: Tremp – Tarragone, 211,6:
|   | Cycliste         | Équipe               | Temps           |
| - | ---------------- | -------------------- | --------------- |
| 1 | Domingo Perurena | Kas                  | 6 h 19 min 17 s |
| 2 | Andrés Oliva     | La Casera            | m.t.            |
| 3 | Herman Beysens   | Magniflex-Van Cauter | m.t.            |

|   | Cycliste         | Équipe | Temps           |
| - | ---------------- | ------ | --------------- |
| 1 | Domingo Perurena | Kas    | 6 h 18 min 57 s |
| 2 | Santiago Lazcano | Kas    | m.t.            |
| 3 | Pascual Fandos   | Karpy  | + 8 s           |

### 2eétape A[4]
14-09-1972: Tarragone – Granollers, 137,8 km :
| Résultat de la 2e étape A \| \| Cycliste \| Équipe \| Temps \| \| - \| ---------------- \| -------------------- \| --------------- \| \| 1 \| Domingo Perurena \| Kas \| 3 h 43 min 31 s \| \| 2 \| Herman Beysens \| Magniflex-Van Cauter \| m.t. \| \| 3 \| Guerrino Tosello \| Salvarani \| m.t. \| |                  |                      |                 |
| | Cycliste         | Équipe               | Temps           |
| 1 | Domingo Perurena | Kas                  | 3 h 43 min 31 s |
| 2 | Herman Beysens   | Magniflex-Van Cauter | m.t.            |
| 3 | Guerrino Tosello | Salvarani            | m.t.            |

### 2eétape B[4]
14-09-1972: Granollers – s'Agaró, 105,3 km :
|   | Cycliste                      | Équipe | Temps           |
| - | ----------------------------- | ------ | --------------- |
| 1 | José Antonio González Linares | Kas    | 4 h 39 min 04 s |
| 2 | Lucien Aimar                  | Rokado | + 38 s          |
| 3 | Domingo Perurena              | Kas    | + 40 s          |

|   | Cycliste                      | Équipe | Temps            |
| - | ----------------------------- | ------ | ---------------- |
| 1 | José Antonio González Linares | Kas    | 13 h 01 min 00 s |
| 2 | Domingo Perurena              | Kas    | + 26 s           |
| 3 | Santiago Lazcano              | Kas    | + 39 s           |

### 3eétape[5]
15-09-1972: Olot – la Seu d'Urgell, 141,0 km :
|   | Cycliste         | Équipe               | Temps           |
| - | ---------------- | -------------------- | --------------- |
| 1 | Domingo Perurena | Kas                  | 4 h 38 min 37 s |
| 2 | Felice Gimondi   | Salvarani            | m.t.            |
| 3 | Herman Beysens   | Magniflex-Van Cauter | m.t.            |

|   | Cycliste                      | Équipe | Temps            |
| - | ----------------------------- | ------ | ---------------- |
| 1 | José Antonio González Linares | Kas    | 13 h 37 min 37 s |
| 2 | Domingo Perurena              | Kas    | + 6 s            |
| 3 | Pascual Fandos                | Karpy  | + 38 s           |

### 4eétape[6]
16-09-1972: la Seu d'Urgell - Manresa, 202,9 km :
|   | Cycliste                | Équipe    | Temps           |
| - | ----------------------- | --------- | --------------- |
| 1 | Juan Manuel Santisteban | Karpy     | 5 h 09 min 59 s |
| 2 | Guerrino Tosello        | Salvarani | + 2 min 14 s    |
| 3 | Felice Gimondi          | Salvarani | + 2 min 21 s    |

|   | Cycliste                      | Équipe | Temps            |
| - | ----------------------------- | ------ | ---------------- |
| 1 | José Antonio González Linares | Kas    | 22 h 51 min 57 s |
| 2 | Domingo Perurena              | Kas    | + 6 s            |
| 3 | Santiago Lazcano              | Kas    | + 39 s           |

### 5eétape A[7]
17-09-1972: Manresa - Barcelone, 93,8 km :
| Résultat de la 5e étape A \| \| Cycliste \| Équipe \| Temps \| \| - \| ----------------- \| --------- \| --------------- \| \| 1 \| Santiago Lazcano \| Kas \| 2 h 26 min 20 s \| \| 2 \| Antoon Houbrechts \| Salvarani \| + 17 s \| \| 3 \| Roger Gilson \| Rokado \| + 21 s \| |                   |           |                 |
| | Cycliste          | Équipe    | Temps           |
| 1 | Santiago Lazcano  | Kas       | 2 h 26 min 20 s |
| 2 | Antoon Houbrechts | Salvarani | + 17 s          |
| 3 | Roger Gilson      | Rokado    | + 21 s          |

### 5eétape B[7]
17-09-1972: Badalone – Badalone, 28,4 km (clm) :
|   | Cycliste                      | Équipe    | Temps       |
| - | ----------------------------- | --------- | ----------- |
| 1 | Felice Gimondi                | Salvarani | 42 min 14 s |
| 2 | Antonio Martos                | Werner    | + 47 s      |
| 3 | José Antonio González Linares | Kas       | + 58 s      |

|   | Cycliste                      | Équipe    | Temps            |
| - | ----------------------------- | --------- | ---------------- |
| 1 | Felice Gimondi                | Salvarani | 26 h 01 min 43 s |
| 2 | José Antonio González Linares | Kas       | + 17 s           |
| 3 | Antonio Martos                | Werner    | + 56 s           |

## Classement général
|    | Cycliste                      | Équipe    | Temps            |
| -- | ----------------------------- | --------- | ---------------- |
| 1  | Felice Gimondi                | Salvarani | 26 h 01 min 43 s |
| 2  | José Antonio González Linares | Kas       | + 17 s           |
| 3  | Antonio Martos                | Werner    | + 56 s           |
| 4  | Santiago Lazcano              | Kas       | + 1 min 16 s     |
| 5  | Domingo Perurena              | Kas       | + 1 min 31 s     |
| 6  | Eduardo Castelló              | Karpy     | + 1 min 54 s     |
| 7  | Pedro Torres                  | La Casera | + 2 min 05 s     |
| 8  | Luis Pedro Santamarina        | Werner    | + 2 min 18 s     |
| 9  | Antoon Houbrechts             | Salvarani | + 2 min 20 s     |
| 10 | Lucien Aimar                  | Rokado    | + 2 min 25 s     |

## Classements annexes
|   | Cycliste            | Équipe    | Points |
| - | ------------------- | --------- | ------ |
| 1 | José Luis Abilleira | La Casera | 29     |
| 2 | Andrés Oliva        | La Casera | 25     |
| 3 | Santiago Lazcano    | Kas       | 21     |

|   | Cycliste         | Équipe    | Points |
| - | ---------------- | --------- | ------ |
| 1 | Juan Zurano      | La Casera | 13     |
| 2 | Miguel Mari Lasa | Kas       | 12     |
| 3 | Ventura Díaz     | Werner    | 4      |

|   | Cycliste         | Équipe               | Points |
| - | ---------------- | -------------------- | ------ |
| 1 | Domingo Perurena | Kas                  | 48     |
| 2 | Felice Gimondi   | Salvarani            | 39     |
| 3 | Herman Beysens   | Magniflex-Van Cauter | 32     |

|   | Équipe | Pays    | Temps             |
| - | ------ | ------- | ----------------- |
| 1 | Kas    | Espagne | 104 h 14 min 12 s |
| 2 | Werner | Espagne | + 1 min 30 s      |
| 3 | Karpy  | Espagne | + 2 min 48 s      |